# Френсіс Арінзе
Фре́нсіс Арі́нзе (англ. Francis Arinze; 1 листопада 1932, Езіовелле, Нігерія) — нігерійський кардинал (представник народу ігбо), префект Конгрегації богослужіння і дисципліни таїнств (2002—2008), кардинал-єпископ субурбікарної єпархії Веллетрі-Сеньї з 2005 року.

## Біографічні відомості
Народився в сім'ї вождя одного з племен народу ігбо. Охрещений 1 листопада 1941 року священиком Кипріаном Майклом Тансі (пізніше проголошеним блаженним Католицької церкви).
До 1946 року навчався в початковій школі святого Антонія в Дунукофії, у 1947—1953 роках — у малій семінарії в Нневі, а в 1953—1956 роках вивчав філософію в семінарії в Енугу. Згодом навчався в Папському Урбаніанському університеті (бакалавр богослов'я, 1957; магістр, 1959; доктор з відзнакою summa cum laude, 1960). У 1963—1964 роках навчався в Інституті педагогіки Лондонського університету.
Рукоположений на священика 23 листопада 1958 року в каплиці Папського Урбаніанського університету в Римі кардиналом Григорієм-Петром Аґаджаняном, про-префектом Конгрегації поширення віри. У 1961—1963 працював викладачем семінарії Енугу і регіональним секретарем католицької освіти в Західній Нігерії.
6 липня 1965 року Папа Римський Павло VI призначив Френсіса Арінзе титулярним єпископом Фіссіани, єпископом-помічником архідієцезії Онічі. Єпископська хіротонія відбулася 29 серпня того ж року (головним святителем був архієпископ Онічі Чарльз Гірі, а співсвятителями — архієпископ Лагоса Джон Квао Амузу Едджі, і єпископ Ікот Екпене Домінік Екандем). На той час, маючи 32 роки, Френсіс Арінзе був наймолодшим католицьким єпископом у світі.
26 червня 1967 року, після смерті архієпископа Гірі, Френсіс Арінзе був призначений архієпископом-митрополитом Онічі. У 1979 році був обраний головою єпископської конференції Нігерії і займав цю посаду до 1984 року. У 1982 році обраний віце-президентом від Африки Об'єднаного біблійного товариства.
8 квітня 1984 року Папа Іван-Павло II призначив Френсіса Арінзе про-президентом Секретаріату у справах не-християн. 9 березня 1985 року Арінзе подав у відставку з посади архієпископа Онічі.
25 травня 1985 року Френсіс Арінзе отримує сан кардинала-диякона з титулом церкви Сан-Джованні делла Пінья, а 27 травня того ж року призначається головою Папської ради з міжрелігійного діалогу — структури-спадкоємиці Секретаріату у справах не-християн. 1 жовтня 2002 року Іван Павло II призначив кардинала Арінзе префектом Конгрегації богослужіння і дисципліни таїнств.
29 січня 1996 року Арінзе стає кардиналом-пресвітером із збереженням титулу церкви Сан-Джованні делла Пінья pro hac vice.
Кардинал Арінзе брав участь у конклаві 2005 року, під час якого вважався одним з головних претендентів на папський престол.
Новообраний Папа Бенедикт XVI 21 квітня 2005 року підтвердив призначення Арінзе префектом Конгрегації богослужіння і дисципліни таїнств і, крім того, 25 квітня того ж року підніс його до рангу кардинала-єпископа субурбікарної єпархії Веллетрі-Сеньї (цей титул перед тим займав сам Бенедикт XVI, будучи ще кардиналом Ратцінгером).
9 грудня 2008 року Бенедикт XVI прийняв відставку кардинала Арінзе з посади префекта Конгрегації богослужіння і дисципліни таїнств, у зв'язку з досягненням пенсійного віку.
Кардинал Френсіс Арінзе володіє англійською, італійською та іспанською мовами.

## Публікації
- Sacrifice in Ibo Religion. Ibadan, 1970
- The Christian and Politics. [Onitsha], 1982
- Answering God's Call. L., 1983
- Progress in Christian-Muslim Relations Worldwide. Jos (Plateau State), 1988
- Africans and Christianity. Nsukka, 1990
- The Church in Dialogue: Walking with other Religions. San Francisco, 1990
- Gospel to Society. Nsukka, 1990
- Motherhood and Family Life: The Blessed Virgin Mary, Christian in Christ. Nsukka, 1990
- Spreading the Faith. Nsukka, 1990
- Work and Pray for Perfection. Nsukka, 1990
- Christian-Muslim Relations in the 21th Century. Washington, 1998
- Meeting other Believers: The Risks and Rewards of Interreligious Dialogue. Huntington, 1998
- The Family Catechism on Tape, Apostolate for Family Consecration
- Divine Providence: God's Design in Your Life (2005)
- Building Bridges: Interreligious Dialogue on the Path to World Peace (2004)
- Cardinal Reflections: Active Participation and the Liturgy (2005)
- The Holy Eucharist (Our Sunday Visitor, 2001) ISBN 0-87973-978-9
- The Church in Dialogue: Walking With Other Believers (1990)
- Meeting Other Believers: The Risks and Rewards of Interreligious Dialogue (1998)
- Celebrating the Holy Eucharist (2006)
- Religions for Peace (Darton, Longman & Todd, 2002)
- God's Invisible Hand: The Life and Work of Francis Cardinal Arinze, Ignatius Press, 2006
- Great Figures in Salvation History: David and Solomon, an interview with Cardinal Arinze and Roy Schoemann, Ignatius Press, 2006